# گروه موسیقی آمازون‌های آفریقا
گروه آمازون‌های آفریقا یک ابرگروه موسیقی ملل است که در مالی در سال ۰۱۵ با حضور کاندیا کویاته، آنجلیک کیدجو، مامانی کیتا، روکیا کنه، ماریام دومبیا، نکا، ماریام کنه، ماسان کولیبالی، مادینا ندیایه، مادیاره درامه، مونیسا تاندیا و پاملا باجوگو تشکیل شد. نام این گروه به آمازون‌های داهومی اشاره دارد که یک گروه زنانهٔ شکارچی و یک هنگ نظامی در قرن هفدهم بود که تا قرن نوزدهم نیز در منطقه بنین فعلی وجود داشتند.
آمازون‌های آفریقا اولین کنسرت خود را در در مارسی در اکتبر ۲۰۱۵ اجرا کرد. اولین قطعه‌ای که منتشر کردند «I Play The Kora» نام داشت؛ قطعه‌ای که فراتر از اصطلاح تقلیل‌دهندهٔ «موسیقی ملل» است. پیام آن تشویق زنانی است که گرد هم می‌آیند تا در مورد این که چرا باید «قیام کنند و با بی‌عدالتی مبارزه کنند، زیرا همه ما برابر هستیم» آواز بخوانند، و سود حاصل از فروش آهنگ به بنیاد پانزی به رهبری دکتر موکوگه در بوکاوو اهدا می‌شود که برای بیش از ۸۰۰۰۰ زن، که نزدیک به ۵۰۰۰۰ نفر از آنها قربانی خشونت جنسی و ختنه زنان هستند، حمایت شفابخش ارائه کرده‌است. کورا، ساز چنگ مانند بومی آفریقای غربی، در چیدمان این گروه هنری به عنوان یک استعاره عمل می‌کند: نواختن کورا سالیان سال برای زنان ممنوع بود و فقط مردان مجاز به این نواختن این ساز بودند.
پس از اولین اجرای بریتانیا در در جولای ۲۰۱۶، این گروه برای انتشار اولین آلبوم خود، جمهوری آمازون در سال ۲۰۱۷ با ریل ورلد رکوردز قرارداد امضا کردند.

## دیسکوگرافی
- جمهوری آمازون (۲۰۱۷)
- قدرت آمازون (۲۰۲۰)